# Arcinella
Arcinella is een geslacht van tweekleppigen uit de familie Chamidae.

## Soorten
De volgende soorten zijn bij het geslacht ingedeeld:
- Arcinella arcinella (Linnaeus, 1767)
- Arcinella brasiliana (Nicol, 1953)
- Arcinella californica (Dall, 1903)
- Arcinella cornuta (Conrad, 1966)